# Cryptus delineatus
Cryptus delineatus är en stekelart som beskrevs av Charles Thomas Brues 1910. Cryptus delineatus ingår i släktet Cryptus och familjen brokparasitsteklar. Inga underarter finns listade i Catalogue of Life.